# Joanna Wibig
Joanna Małgorzata Wibig – polska klimatolog, profesor nauk o Ziemi.

## Życiorys
W 1981 r. ukończyła studia na Uniwersytecie Warszawskim, w 1991 r. doktoryzowała się na podstawie pracy zatytułowanej Związki wybranych elementów klimatu Polski z cyrkulacją na powierzchni izobarycznej 500 hPa nad Europą i Północnym Atlantykiem, której promotorem był prof. Krzysztof Kożuchowski, w 2001 r. otrzymała habilitację za rozprawę Wpływ cyrkulacji atmosferycznej na rozkład przestrzenny anomalii temperatury i opadów w Europie. W 2009 r. uzyskała tytuł profesora nauk o Ziemi.
Została pracownikiem naukowym na Uniwersytecie Łódzkim i w Instytucie Meteorologii i Gospodarki Wodnej - Państwowego Instytutu Badawczego, oraz należy  do Komisji do spraw Stopni Naukowych Dyscypliny – Nauk o Ziemi i Środowisku UŁ.
Jest członkiem Zespołu Klimatologii i Kriologii Polarnej oraz ds. współpracy z International Permafrost Association (IPA), Komitetu Badań Polarnych Prezydium Polskiej Akademii Nauk i Komitetu do spraw Kryzysu Klimatycznego Prezydium PAN.
Awansowała na stanowisko wiceprezesa Polskiego Towarzystwa Geofizycznego i członka zarządu Łódzkiego Towarzystwa Naukowego.